# Alexis Tsipras
Alexis Tsipras (tiếng Hy Lạp: Αλέξης Τσίπρας; sinh ngày 28 tháng 7 năm 1974) là một chính khách người Hy Lạp. Ông là Lãnh đạo Đảng cánh tả Syriza từ năm 2009. Ngày 26 tháng 1 năm 2015, ông bắt đầu nhận chức Thủ tướng Hy Lạp. Ông là Thủ tướng trẻ tuổi nhất trong 150 năm qua tại đây và cũng là Thủ tướng đầu tiên ở Hy Lạp tuyên thệ nhậm chức đi ngược lại với truyền thống.

## Sự nghiệp
Tsipras sinh ngày 28 tháng 07 năm 1974, ba ngày sau khi chính quyền quân sự Hy Lạp sụp đổ, tại Athens. Gia đình ông vốn sống tại một ngôi làng ở Babaeski, Đông Thrace (Thổ Nhĩ Kỳ). Cha ông được sinh ra ở Epirus và mẹ của ông được sinh tại Eleftheroupoli.
Ông gia nhập Đoàn Thanh niên Cộng sản Hy Lạp vào cuối năm 1980. Đầu những năm 1990, ông đang là sinh viên đa ngành, ông hoạt động chính trị trong các cuộc nổi dậy của sinh viên chống lại việc pháp luật đang gây tranh cãi lúc bấy giờ của Bộ trưởng Bộ Giáo dục Vasilis Kontogiannopoulos. Ông nổi lên như là một đại diện của phong trào sinh viên khi ông là một khách mời trong một chương trình truyền hình được tổ chức bởi nhà báo Anna Panagiotarea.
Ông học ngành kỹ sư dân sự tại Đại học Kỹ thuật Quốc gia Athens và tốt nghiệp vào năm 2000, sau đó ông đã tiến hành các nghiên cứu sau đại học tại Trường Kiến trúc của NTUA. Cùng với các nghiên cứu sau đại học của mình, ông bắt đầu làm việc với vai trò một kỹ sư công nghiệp xây dựng. Ông đã viết một số nghiên cứu và nhiều dự án với chủ đề về thành phố Athens..
Khi đang là sinh viên đại học, ông đã gia nhập hàng ngũ phong trào cánh tả sống lại, đặc biệt là nhóm "Enceladus" (tiếng Hy Lạp: Εγκέλαδος), ông là thành viên ở đó và được bầu vào ban chấp hành công đoàn học sinh của Trường Kỹ thuật Xây dựng của NTUA. Ông cũng từng là đại diện của học sinh tại Thượng viện. Từ năm 1995 đến năm 1997, ông là một thành viên của Hội đồng Trung ương Liên hiệp Sinh viên Quốc gia Hy Lạp (EFEE)
Tháng 5 năm 1999, ông trở thành thư ký chính trị đầu tiên của Synaspismos. Trong thời gian này ông được mô tả như là một người trung dung và duy trì vai trò chủ tịch Synaspismos của mình. Tháng 11 năm 2003, ông đã thành công với vai trò quản lý khá hiệu quả để duy trì một sự gắn bó mạnh mẽ các chính sách của đảng mình đang nắm. Ông đã tham gia tích cực trong quá trình tạo ra các diễn đàn xã hội Hy Lạp và tham dự tất cả các cuộc biểu tình tuần hành quốc tế và toàn cầu hóa đối với tự do mới. Tháng 12 năm 2004, tại Hội nghị lần thứ tư của Synaspismos, ông được bầu làm thành viên của Ủy ban Chính trị Trung ương Đảng, đồng thời chịu trách nhiệm về các vấn đề giáo dục thanh niên.
Alexis Tsipras được bầu làm lãnh đạo của Synaspismos trong Đại hội lần thứ 5 vào ngày 10 tháng 2 năm 2008.. Tsipras đã trở thành lãnh đạo của Synaspismos ở tuổi 33, và cũng là nhà lãnh đạo trẻ nhất của một đảng chính trị Hy Lạp. Trong cuộc bầu cử năm 2009, ông được bầu vào Quốc hội Hy Lạp đại diện cho Athens A và sau đó đã được bỏ phiếu nhất trí là người đứng đầu nhóm nghị viện SYRIZA. Tsipras đã dẫn dắt SYRIZA thông qua các cuộc bầu cử thành công vào năm 2012, và trở thành người lãnh đạo của phe đối lập.
Tháng 12 năm 2013, ông là ứng cử viên đầu tiên được đề xuất cho vị trí chủ tịch của Ủy ban Liên minh châu Âu. Tsipras thực hiện kế hoạch vận động tranh cử với vai trò là ứng cử viên duy nhất của các quốc gia vùng phía nam. Vào đầu tháng 5 năm 2014, trong một bài phát biểu tại Berlin, ông làm sáng tỏ nhiều về vị trí của mình, đối lập với quá trình chính trị tân tự do bị cáo buộc của Merkel đang thống trị ở châu Âu. Tsipras tuyên bố một sự thay đổi đáng kể hướng tới một tương lai tốt đẹp hơn mà mọi người châu Âu đều có thể nhìn thấy trong vòng 10 năm. Ông đề cập đến những thất bại trong cuộc khủng hoảng tài chính 2008-2014, trong đó tỷ lệ thất nghiệp bất ngờ cao nhất của EU. Các bài phát biểu đã được đưa ra bằng tiếng Anh cho các khán giả Đức và sẽ được nghe khắp châu Âu.

## Thủ tướng trẻ nhất của Hy Lạp
Tsipras đã giành chiến thắng trong cuộc tổng tuyển cử được tổ chức vào ngày 25 tháng 1 năm 2015, ông cũng đã đạt được một thỏa thuận với các cánh hữu để hình thành nên một liên minh.
Ông tuyên thệ nhậm chức trước Tổng thống đương nhiệm Karolos Papoulias, để trở thành người trẻ nhất trong lịch sử kể từ năm 1865 nhận chức vụ Thủ tướng Hy Lạp. Ông đã nói: "Tôi tuyên bố với tên của tôi cùng tất cả danh dự và lương tâm của mình để duy trì Hiến pháp và pháp luật". Tsipras cũng là người đầu tiên tuyên thệ nhận chức với tư cách dân sự, không phải lời tuyên thệ tôn giáo với văn hóa nghi lễ Hy Lạp chính thống. Khi Ông đã tái khẳng định mối quan hệ tốt đẹp giữa đảng của mình và Giáo hội khi ông giải thích với Tổng Giám mục Ieronymos trong một cuộc họp rằng: ông là một người vô thần, người không kết hôn theo lễ nghi tôn giáo, và không rửa tội con cái nên đó là lý do ông không thể thực hiện lời tuyên thệ nhận chức mang dáng dấp của tôn giáo như truyền thống vốn có của Hy Lạp.

## Gia đình
Tsipras chưa thực hiện nghi thức kết hôn. Ông hiện đang sống cùng với Peristera Batziana, một kỹ sư điện và máy tính. Hai người gặp nhau vào năm 1987 và hiện họ đang sống tại Athens cùng với hai người con trai của họ.. Tsipras là một fan hâm mộ bóng đá cuồng nhiệt. Ông là một người sống theo khuynh hướng vô thần.